# ナイトレイト・キス
『ナイトレイト・キス』（英: Nitrate Kisses）は、1992年に製作されたアメリカ合衆国のドキュメンタリー映画。
日本では、1995年の山形国際ドキュメンタリー映画祭、1996年の第5回東京国際レズビアン&ゲイ映画祭にて上映された。